# Callinectes gladiator
Callinectes gladiator is een krabbensoort uit de familie van de Portunidae. De wetenschappelijke naam van de soort is voor het eerst geldig gepubliceerd in 1893 door Benedict.